# Корона Баварии

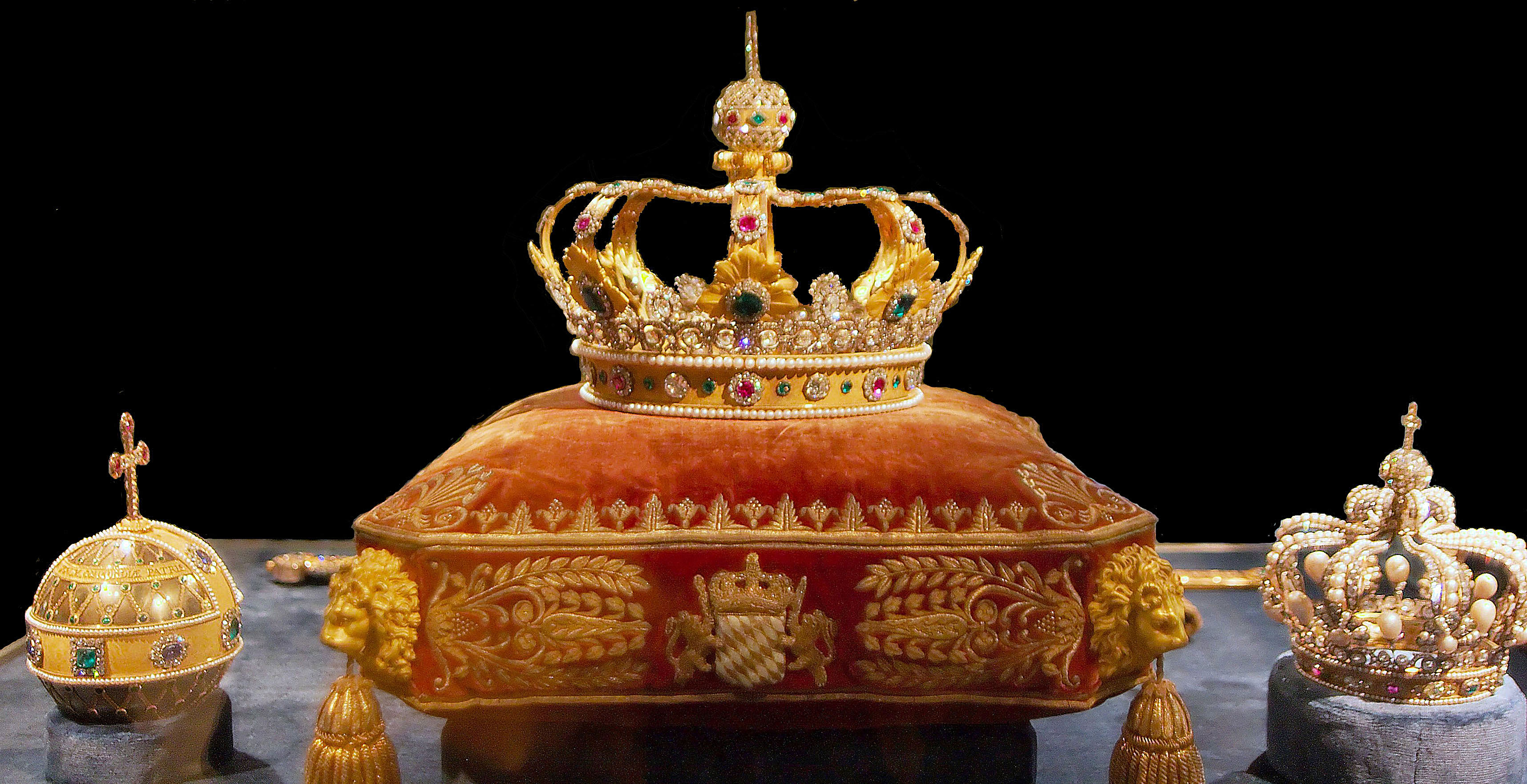
Корона королевства Бавария в сокровищнице Мюнхенской резиденции.

Корона королевства Бавария (нем. Krone des Königreichs Bayern) — часть королевских регалий Баварии, корона, изготовленная для монархов Баварии в связи с приданием Баварии статуса королевства.

## Описание
Корона представляет собой золотой обруч диаметром 20 см и 25 см в высоту, украшенный алмазами, рубинами и изумрудами. Корона имеет восемь больших и восемь малых зубцов. Мелкие зубцы изготовлены в виде сердечек, обрамлённых мелкими бриллиантами. Большие зубцы (полуарки) поднимаются вверх, образуя основу для расположенного вверху короны символического изображения земного шара, увенчанного алмазным крестом с орнаментом из мелких бриллиантов. Золотая полоса вдоль окружности короны украшена алмазами и рубинами.

## История
В 1806 году Наполеон I присвоил немецкому курфюршеству Бавария статус королевства, в связи с чем курфюрст Максимилиан IV взошёл на трон под именем Максимилиана I, и для него были заказаны королевские регалии. Королевская корона Баварии была изготовлена в Париже известным ювелиром Мартеном-Гийомом Бьенне. Баварские монархи эту корону не носили, она использовалась лишь в церемониях коронации и похорон монархов.
После революции 1918 года, упразднившей Германскую империю, королевские регалии Баварии, включая королевскую корону, были размещены в сокровищнице Мюнхенской резиденции, где находятся до настоящего времени.
На символическом изображении земного шара, венчающем корону, первоначально был использован бриллиант «Виттельсбах» весом 35,56 карата, который украшал корону до 1918 года. После упразднения германской монархии бриллиант был убран с короны, последний раз он был показан публике в 1921 году на похоронах Людвига III, последнего царствовавшего правителя из династии Виттельсбахов. В разгар Великой депрессии аукционный дом «Кристис» пытался продать этот исторический бриллиант, но на него не нашлось покупателей. С 1964 года он находился в частной коллекции. «Виттельсбах» был продан на торгах «Кристис» 10 декабря 2008 года за рекордную сумму 16 миллионов 393 тысячи 250 фунтов стерлингов (24 миллиона 311 тысяч 190 долларов). Покупателем выступил британский ювелир Лоренс Графф.